# Albert Calmette
Léon Charles Albert Calmette (12 tháng 7 năm 1863 – 29 tháng 10 năm 1933) là một bác sĩ, một nhà vi khuẩn học, miễn dịch học người Pháp và là một thành viên quan trọng của viện Pasteur (tiếng Pháp: Institut Pasteur). Ông nổi tiếng nhờ công trình nghiên cứu vắc xin chống bệnh lao. Ông còn phát triển thành công kháng độc tố đầu tiên chống nọc độc của rắn. Khi trẻ, ông đã đến và làm việc ở nhiều nơi trên thế giới, cuối thế kỉ 19 ông làm việc tại Pháp đến cuối đời.

## Các nghiên cứu

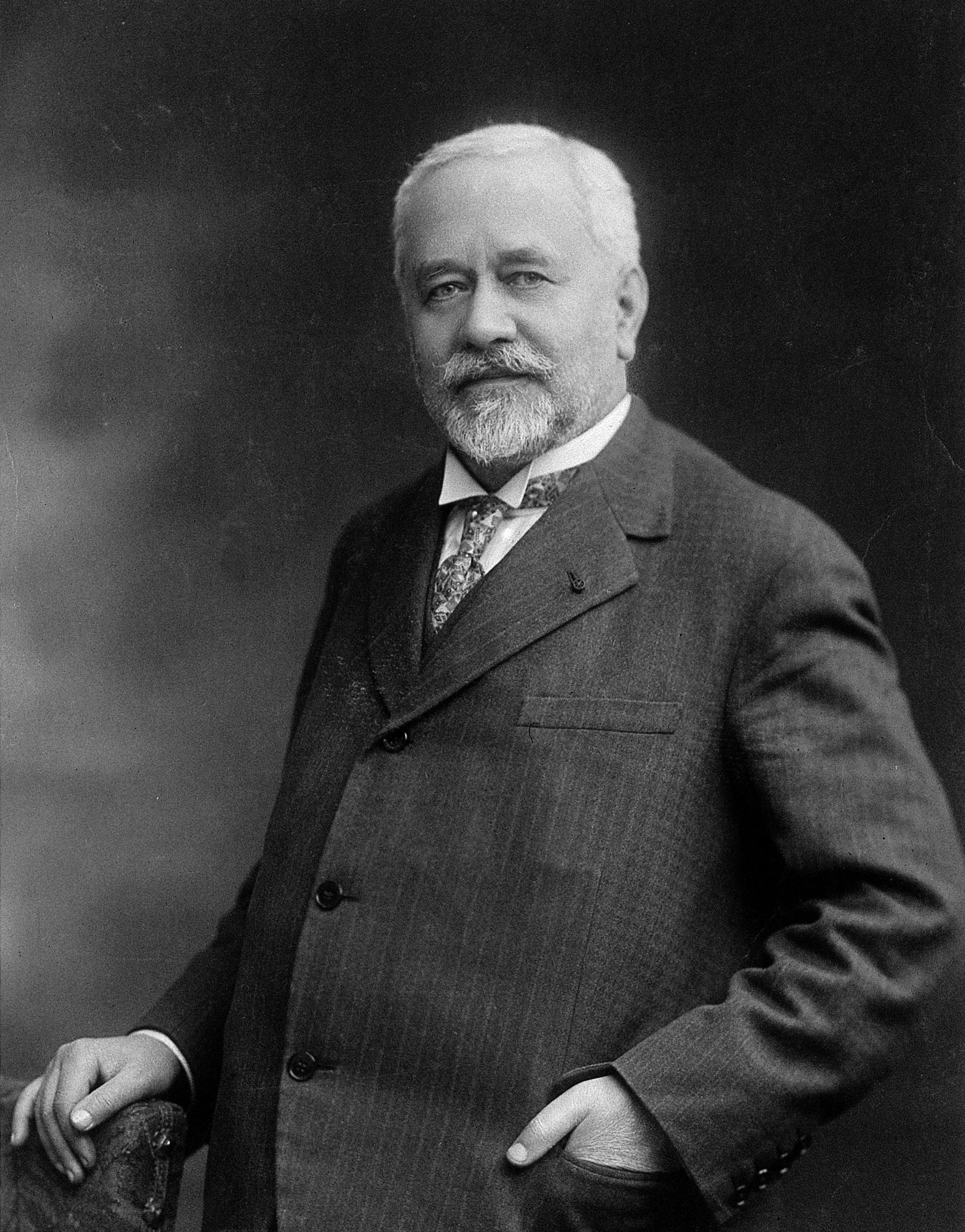
Albert Calmette năm 1930

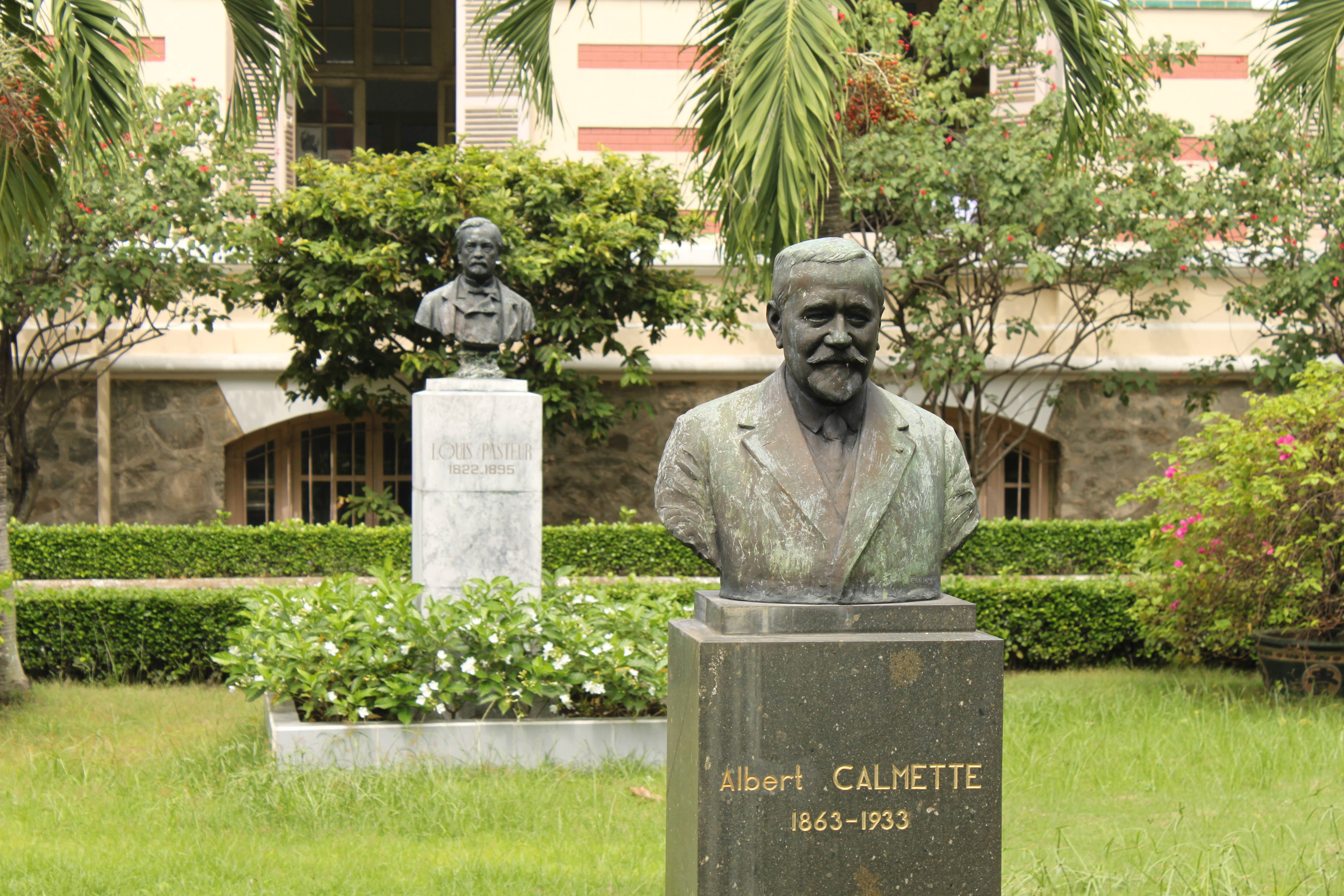
Tượng bán thân của Calmette và Pasteur tại Viện Pasteur Sài Gòn

Calmette sinh ra ở Nice, Pháp. Ông mong muốn trở thành thầy thuốc phục vụ cho Hải quân, vì thế ông đã vào trường Y tế Hải quân ở Brest vào năm 1881. Năm 1883, ông bắt đầu phục vụ trong Vụ Y tế Hải quân tại Hồng Kông, nơi ông nghiên cứu bệnh sốt rét, đến năm 1886 ông nhận học vị tiến sĩ với đề tài này. Sau đó ông phục vụ ở Tây Phi, tại Gabon và Congo, tại đây ông tiếp tục các nghiên cứu về sốt rét, bệnh ngủ và bệnh pelagrơ.
Trong thời gian trở về Pháp năm 1890, Calmette đã gặp Louis Pasteur (1822-1895) và Emile Roux (1853-1933), là giáo sư dạy ông về khóa học trong vi khuẩn học. Ông đã trở thành hội viên và được Pasteur giao trách nhiệm xây dựng và chỉ đạo một chi nhánh của viện Pasteur tại Sài Gòn, Đông Dương vào năm 1891. Tại đây, ông đã cống hiến cuộc đời mình cho những ngành mới ra đời của độc tính học, mà chúng có mối tương quan quan trọng với miễn dịch học. Ông nghiên cứu nọc độc của rắn và ong, nhựa và các chất độc của thực vật. Ông cũng tổ chức sản xuất các vắc xin chống bệnh đậu mùa, bệnh dại và thực hiện nghiên cứu về bệnh tả, cũng như sự lên men của thuốc phiện và gạo.
Năm 1894, ông trở lại Pháp một lần nữa và phát triển kháng độc tố đầu tiên, chống các vết cắn của rắn độc bằng cách sử dụng huyết thanh miễn dịch lấy từ các con ngựa đã được tiêm chủng vắc xin (huyết thanh Calmette). Ông cũng tham gia vào việc phát triển huyết thanh miễn dịch đầu tiên chống dịch hạch, dựa trên phát hiện của Alexandre Yersin (1863-1943) về tác nhân gây nhiễm của nó là Yersinia pestis, sau đó ông đến Bồ Đào Nha để nghiên cứu để chống bệnh dịch ở Oporto.
Albert Calmette đi đến kết luận rằng, một động vật có thể miễn dịch đối với vết rắn cắn bằng cách tiêm cho động vật đó một liều lượng nọc cực nhỏ và sau đó tăng dần liều lượng. Động vật bị rắn độc cắn có thể cứu sống nếu được tiếp huyết thanh của sinh vật miễn dịch. Ngày nay, phát hiện này vẫn là cơ sở của quá trình sản xuất các loại thuốc chống nọc rắn.
Năm 1895, Roux giao cho ông làm giám đốc chi nhánh của viện Pasteur ở Lille, là nơi ông đã làm việc trong 25 năm tiếp theo. Năm 1909, ông đã giúp đỡ để thành lập chi nhánh của viện tại Algérie. Năm 1901, ông đã thành lập phòng khám chữa bệnh lao đầu tiên tại Lille, và đặt tên cho nó là Emile Roux. Năm 1904, ông thành lập Ligue du Nord contre la Tuberculose (Liên đoàn phòng chống bệnh lao miền bắc), là tổ chức tồn tại đến nay. Năm 1918, ông nhận vị trí trợ lý giám đốc của viện tại Paris.

## Nghiên cứu về bệnh lao
Công trình nghiên cứu khoa học chính của Calmette, đã làm ông nổi tiếng trên thế giới và đã gắn liền tên tuổi của ông với lịch sử y học là công sức của ông trong việc phát triển vắc xin chống bệnh lao, đúng trong thời kì mà bệnh lao là một loại bệnh nan y, đã cướp đi nhiều mạng sống. Vào năm 1882, nhà vi sinh học người Đức Robert Koch đã phát hiện ra các khuẩn que u lao (Mycobacterium tuberculosis), là tác nhân gây bệnh lao và Louis Pasteur cũng nghiên cứu chúng. Năm 1906, nhà thú y và miễn dịch học Camille Guérin đã khẳng định rằng cơ chế miễn dịch chống lại bệnh lao gắn liền với số lượng khuẩn que u lao sống trong máu. Sử dụng cách tiếp cận của Pasteur, Calmette kiểm tra xem cơ chế miễn dịch đã phát triển như thế nào để phản ứng lại với khuẩn que lấy từ bò đã bị làm suy yếu, được tiêm vào các động vật khác. Cách điều chế này đã được đặt tên theo hai người phát hiện ra nó (Bacillum Calmette-Guérin, hay viết tắt là BCG). Sự làm suy yếu thu được nhờ việc nuôi cấy chúng trong chất môi trường chứa mật, dựa trên ý tưởng của nhà nghiên cứu người Na Uy Kristian Feyer Andvord (1855-1934). Từ năm 1908 đến năm 1921, Guérin và Calmette đã cố gắng sản xuất các mẫu dược phẩm ngày càng ít độc hơn của khuẩn que, bằng cách dịch chuyển chúng trong các môi trường nuôi dưỡng kế tiếp nhau. Cuối cùng, năm 1921, họ đã sử dụng BCG để chủng vắc xin thành công cho trẻ sơ sinh tại Charité ở Paris.
Tuy nhiên, chương trình chủng vắc xin đã gặp phải cản trở nghiêm trọng khi 72 trẻ em đã mắc bệnh lao vào năm 1930 tại Lübeck (Đức) sau khi được tiêm chủng lô vắc xin bị sản xuất sai tại Viện Pasteur. Việc chủng vắc xin đại trà cho trẻ em ở nhiều nước chỉ được khôi phục trở lại sau năm 1932, khi công nghệ sản xuất mới và an toàn hơn đã được hoàn thiện. Sự kiện này đã làm Calmette bị chấn động mạnh và ông mất một năm sau đó ở Paris.

## Chuyện ngoài lề
Ông là em trai của Gaston Calmette (1858-1914), Giám đốc (chủ báo) của Le Figaro - là người đã bị bắn chết năm 1914 bởi Henriette Caillaux, người vợ có tiếng trong xã hội của bộ trưởng tài chính Pháp Joseph Caillaux.